# Lineodes cyclophora
Lineodes cyclophora là một loài bướm đêm trong họ Crambidae.